# Kali Winongo
Kali Winongo är ett vattendrag i Indonesien.   Det ligger i provinsen Yogyakarta, i den västra delen av landet, 400 km sydost om huvudstaden Jakarta.